# گفتگوی بین آمریکایی
گفتگوی بین آمریکایی (انگلیسی: Inter-American Dialogue) در واشینگتن یک مرکز تجزیه و تحلیل سیاست، مبادله و ارتباطات در مسائل مربوط به امور نیمکره غربی در واشینگتن، دی سی است. در این مرکز، رهبران دولتی و خصوصی از سراسر آمریکا در مورد مشکلات و فرصت‌های نیمکره غربی گفتگو می‌کنند.

## تأسیس
این مرکز گفتگو در سال ۱۹۸۲ توسط همکاران سل مین لینویتز (دیپلمات آمریکایی) و گالو پلازا لاسو (رئیس جمهور پیشین اکوادور) تأسیس شده‌است. یکی از قدیمی‌ترین و تأثیرگذارترین اتاق فکرهای مربوط به امور آمریکای لاتین و نیمکره غربی است.